# Moisés Hurtado
Pour les articles homonymes, voir Hurtado.
Moisés Hurtado Pérez est un footballeur espagnol né le 20 février 1981 à Sabadell, qui évolue au poste de milieu défensif pour le Girona FC.

## Palmarès

### Club
- Espanyol de Barcelone
  - 2006 : Vainqueur de la Coupe du Roi d'Espagne
- Olympiakos
  - 2011 : Vainqueur du Championnat de Grèce